# Chioselia Mare
Chioselia Mare (ryska: Большая Киселия) är en ort i Moldavien. Den ligger i distriktet Cantemir, i den södra delen av landet. Chioselia Mare ligger 82 meter över havet och antalet invånare är 745.
Terrängen runt Chioselia Mare är huvudsakligen platt, men västerut är den kuperad. Trakten runt Chioselia Mare består till största delen av jordbruksmark.